# Processo do cumeno
O processo do cumeno é um processo industrial para obter-se fenol e acetona de benzeno e propileno. O termo vem de cumeno (isopropilbenzeno), o composto intermediário durante o processo.
Este processo converte dois materiais relativamente baratos, o benzeno e o propileno, em dois itens mais valiosos, o fenol e a acetona. Outros reagentes requeridos são o oxigênio do ar e pequenas quantidades de um iniciador radical. A maior parte da produção mundial de fenol e acetona é agora baseada neste método.
O processo químico global é resumido abaixo.